# Kyōko Kagawa
Kyōko Kagawa (香川 京子?, Kagawa Kyōko; Tokyo, 5 dicembre 1931) è un'attrice giapponese, nota per le sue interpretazioni in Viaggio a Tokyo, L'intendente Sansho e Anatomia di un rapimento.

## Biografia
Nativa di Tokyo, da giovane coltivò una grande passione per il balletto. Fu scoperta alla fine degli anni quaranta dopo aver vinto un concorso di bellezza e iniziò quindi la propria carriera di attrice. Il suo primo ruolo accreditato fu quello in Mado kara tobidase, film del 1950 di Kōji Shima.
Si affermò a livello nazionale tre anni dopo grazie alla pellicola Viaggio a Tokyo, diretta da Yasujirō Ozu. A seguito del suo successo ne L'intendente Sansho del 1954, fu scelta da Akira Kurosawa per fare da protagonista in molti suoi film, spesso a fianco di Toshirō Mifune. Nel corso degli anni seguenti l'attrice apparve quindi in I cattivi dormono in pace, Anatomia di un rapimento e Barbarossa.
La sua carriera conobbe un'interruzione nel 1965 per via di un matrimonio che la porto a New York, a seguito del marito, per poi riprendere negli anni settanta. Impegnata prevalentemente sul piccolo schermo, più tardi fu comunque inclusa in pellicole quali Madadayo - Il compleanno del 1993 e Ballad: Na mo naki koi no uta del 2009. Nel 2011 il Museo nazionale d'arte moderna di Tokyo ha reso omaggio alla sua lunga carriera e al suo contributo al cinema giapponese con una mostra a lei dedicata.

## Filmografia parziale
- Tokyo Heroine (東京のヒロイン), regia di Kōji Shima (1950)
- Arashi no naka no hara (嵐の中の母), regia di Kiyoshi Saeki (1950)
- Ginza keshō (銀座化粧), regia di Mikio Naruse (1951)
- Inazuma (稲妻), regia di Mikio Naruse (1952)
- Okaasan (おかあさん), regia di Mikio Naruse (1952)
- Viaggio a Tokyo (Tōkyō Monogatari - 東京物語), regia di Yasujirō Ozu (1953)
- Koibumi (恋文), regia di Kinuyo Tanaka (1953)
- L'intendente Sansho (Sanshō dayū - 山椒大夫), regia di Kenji Mizoguchi (1954)
- Gli amanti crocifissi (Chikamatsu monogatari - 近松物語), regia di Kenji Mizoguchi (1954)
- Onna no koyomi (女の暦), regia di Seiji Hisamatsu (1954)
- Seido no kirisuto (青銅の基督), regia di Minoru Shibuya (1955)
- Shūu (驟雨), regia di Mikio Naruse (1956)
- Ōsaka monogatari (大阪物語), regia di Kōzaburō Yoshimura (1957)
- I bassifondi (Donzoko - どん底), regia di Akira Kurosawa (1957)
- Tôkyô no kyûjitsu (東京の休日), regia di Kajirō Yamamoto (1958)
- I cattivi dormono in pace (Warui yatsu hodo yoku nemuru - 悪い奴ほどよく眠る), regia di Akira Kurosawa (1960)
- Ōsaka-jō monogatari (大阪城物語), regia di Hiroshi Inagaki (1961)
- Anatomia di un rapimento (Tengoku to jigoku - 天国と地獄), regia di Akira Kurosawa (1963)
- Barbarossa (Akahige - 赤ひげ), regia di Akira Kurosawa (1965)
- Otoko wa Tsurai yo: Torajirō Haru no Yume (男はつらいよ 寅次郎春の夢), regia di Yōji Yamada (1979)
- Madadayo - Il compleanno (Madadayo - まだだよ), regia di Akira Kurosawa (1993)
- Fukai kawa (深い河), regia di Kei Kumai (1995)
- Wonderful Life (ワンダフルライフ), regia di Hirokazu Kore'eda (1998)
- Ballad: Na mo naki koi no uta (BALLAD 名もなき恋のうた), regia di Takashi Yamazaki (2009)
- Tenshi no iru toshokan (天使のいる図書館), regia di Atsushi Ueda (2017)